# Оттон I (граф Нассау)
Оттон I (Оттон I фон Лауренбург-Нассау) (нидерл. Otto I van Nassau, нем. Otto I von Nassau; неизвестно — не ранее 3 мая 1289 и не позднее 19 марта 1290) — граф Нассау (1247—1255), граф Нассау, Зигена, Дилленбурга, Хадамара, Херборна и Хайгера (1255—1289). Основатель «Оттоновской линии» Нассауского дома.

## Биография
Оттон I был младшим сыном Генриха II Богатого, графа Нассау (ок. 1190—1250/1251), и Матильды Гельдернской, дочери графа Оттона I Гельдернского (ум. 1207) и Рихардис фон Виттельсбах (ум. 1231).
После смерти Генриха Богатого началась длительная борьба за наследство между его сыновьями, Вальрамом (ок. 1220—1276) и Оттоном. 17 декабря 1255 года братья заключили договор о разделе Нассауского графства. Оттон получил во владение северные земли графства (к северу от реки Лан): города Зиген, Дилленбург, Херборн и Хайгер, а Вальрам II — южную часть графства с городами Вайльбург, Идштайн и Висбаден.
Граф Оттон Нассауский вел борьбу против местной знати, особенно графов Грайфенштайна и Дернбаха. Также Оттон враждовал с кельнским и трирским архиепископами, с которыми у него были территориальные споры. В этой борьбе граф Нассау потерял контроль над Бад-Эмсом и Кобленцом.
Его сыновья, Генрих, Иоганн и Эмих, в 1308 году разделили между собой отцовское графство. Генрих получил во владение Нассау-Зиген, Эмих — Нассау-Хадамар, а Иоганн — Нассау-Дилленбург.

## Брак и дети
Около 1260 года Оттон фон Нассау женился на Агнессе (ок. 1240 — ок. 1300), дочери Эмиха IV, графа фон Лейнингена. У них дети:
- Генрих (ок. 1270—1343), граф Нассау-Зиген
- Оттон (ум. 1302), каноник в Вормсе
- Эмих (ум. 1334), граф Нассау-Хадамар
- Мехтильда (ок. 1270—1319), муж с 1289 года — Герхард фон Шёнеккен, сеньор фон Шёнеккен (ок. 1270 — ок. 1316)
- Иоганн (ок. 1270—1328), граф Нассау-Дилленбург
- Гертруда (ум. 1359), аббатиса в Альтенберге.

Кроме того, у Оттона I Нассауского был внебрачный сын Генрих - священнослужитель в аббатстве Арнштайн.